# Dieter Remppel
Dieter Remppel (* 16. September 1940 in Adelberg) ist ein deutscher Politiker (CDU).
Remppel erwarb an der Fachhochschule den Grad des Diplomingenieurs. Von 1968 bis 1979 war er Geschäftsführer in der Elektrobranche. 1980 eröffnete er sein eigenes Ingenieurbüro, im selben Jahr wurde er Geschäftsführer im Textilmaschinenbau. Letzteren Posten hatte er bis 1986 inne. Remppel war Vorsitzender des CDU-Gemeindeverbandes in Adelberg und Bezirksvorsitzender der MIT Nordwürttemberg. Im August 1984 rückte er für den verstorbenen Josef Wilhelm Hauser in den Landtag von Baden-Württemberg nach. 1988 und 1992 wurde er im Wahlkreis Göppingen wiedergewählt, sodass Remppel dem Landtag bis 1996 angehörte.
Remppel ist Onkel des Ethnologen Dieter Haller.